# 似銀漢魚屬
似銀漢魚屬為輻鰭魚綱銀漢魚目擬銀漢魚科的其中一屬。

## 分類
- 加州似銀漢魚(Atherinopsis californiensis)

## 扩展阅读
- 維基物種上的相關：似銀漢魚屬